# Resolució 1314 del Consell de Seguretat de les Nacions Unides
La Resolució 1314 del Consell de Seguretat de les Nacions Unides fou adoptada per unanimitat l'11 d'agost de 2000 després de recordar la Resolució 1261 (1999) sobre els nens i els conflictes armats i altres resolucions, inclosa la 1265 (1999), 1296 (2000) i 1306 (2000). El Consell va expressar la seva preocupació per l'impacte dels conflictes sobre els nens i l'ús militar dels nens soldats i va expressar la seva voluntat de considerar noves mesures en virtut de la Carta de les Nacions Unides quan tractaven de situacions de nens en conflicte armat.
A diferència de la Resolució 1261 del mateix tema, la Resolució 1314 va establir mesures més específiques per protegir els nens durant i després del conflicte.

## Resolució

### Observacions
El 25 de maig de 2000, l'Assemblea General de les Nacions Unides va aprovar el Protocol Facultatiu per a la participació de menors en conflictes armats. El Consell de Seguretat va subratllar la necessitat que totes les parts compleixin els principis del dret internacional, inclosos els principis que figuren en la Carta de les Nacions Unides, el Conveni sobre les pitjors formes de treball infantil, l'Estatut de Roma de la Cort Penal Internacional i el tractat d'Ottawa. També es van realitzar iniciatives regionals.

### Actes
El Consell de Seguretat va reafirmar la seva condemna a fer-ne dels nens objectiu deliberat durant els conflictes armats i l'impacte d'aquest conflicte en els nens. Era responsabilitat de tots els estats posar fi a la impunitat dels culpables del genocidi, crims contra la humanitat i crim de guerra. Es va instar a totes les parts implicades en conflictes armats a respectar el dret internacional, especialment pel que fa a les Convencions de Ginebra i Protocols addicionals, ls Convenció sobre els drets de l'infant i el Protocol Facultatiu.
Es va demanar a les parts implicades en conflictes que donessin protecció i assistència als refugiats i desplaçats interns, en particular dones i nens, i facilitar el lliurament d'ajuda humanitària.
El Consell va expressar la seva preocupació per les connexions entre el comerç il·lícit de recursos naturals, els conflictes armats, el tràfic d'armes il·legals i els conflictes armats; en aquest sentit, va anunciar la seva intenció de considerar noves mesures. Fer-ne deliberadament objectiu als civils, inclosos els nens, constituïa una violació del dret internacional humanitari i de la legislació sobre drets humans.
La resolució demanava disposicions per protegir els nens, inclosos el desarmament, la desmobilització i la reintegració de nens soldats i la inclusió d'assessors de protecció infantil en les operacions de manteniment de la pau. Calia una importància especial per a les vulnerabilitats dels nens afectades pel conflicte. El Consell va reiterar la seva posició que els nens haurien de tenir accés als serveis bàsics durant els períodes de conflicte i postconflicte. També va indicar la seva disposició a considerar les conseqüències no desitjades sobre els nens de les mesures adoptades en virtut de l'article 41 de la Carta de les Nacions Unides.
El Consell va donar la benvinguda a les iniciatives de les organitzacions regionals i subregionals per protegir els nens en els conflictes armats i se'ls va demanar:
(a) considerar l'establiment d'unitats de protecció infantil;
(b) considerar incloure el personal de protecció infantil en les seves operacions de pau i sobre el terreny;
(c) dur a terme iniciatives per posar fi a activitats transfrontereres perjudicials per als nens;
(d) assignar recursos en benefici dels nens durant els conflictes armats;
(e) incloure una perspectiva de gènere en totes les polítiques i programes de protecció infantil;
(f) consideri iniciatives regionals per a la plena implementació de la prohibició dels nens soldats.
Es va instar a tots els països a demanar l'alliberament de nens segrestats i fomentar la participació dels joves en iniciatives de pau. Finalment, es va demanar al secretari general Kofi Annan que continués els seus informes i presentés un informe sobre l'aplicació de la resolució actual i la resolució 1261 abans del 31 de juliol de 2000.